# Liste der Naturdenkmäler im Landkreis Dillingen an der Donau
Im Landkreis Dillingen an der Donau gab es im März 2024 insgesamt 36 geschützte Naturdenkmäler.

## Aktuelle Naturdenkmäler
| Name                                                                                   | Bild | Kennung   | Einzelheiten | Position | Fläche Hektar | Datum |
| -------------------------------------------------------------------------------------- | ---- | --------- | --- | -------- | ------------- | ----- |
| Lindengruppe                                                                           | BW   | 062-ND    | Aislingen, Gemarkung Aislingen Baumgruppe, 2 Linden auf Fl.Nr. 1002 am Nordhang des St. Sebastians-Berges, östlich Sportplatz, westlich KD Wallanlage, einschließlich der Lindengruppe um die Sebastianskapelle herum; 2 Linden verm. abgegangen, Baumgruppe existent              | ⊙        |               |       |
| Lindenallee                                                                            | BW   | 003-ND    | Bachhagel, Gemarkung Bachhagel Lindenallee bei Kapelle St. Georg, bestehend aus 10 Altlinden, je 1 neugepflanzte Linde und Ulme | ⊙        |               |       |
| Linde mit Kreuz                                                                        | BW   | 081-ND    | Bachhagel, Gemarkung Oberbechingen Linde mit Kreuz östlich Oberbechingen, etwa 200 m ortsauswärts an der Straße nach Wittislingen, zuzüglich 7 m Umkreis | ⊙        |               |       |
| 12 Linden im Friedhof an der Kirche                                                    |      | 034-ND    | Binswangen im katholischen Friedhof in Binswangen, ND seit 1939, u. a. Baumreihe westlich der Bruderschaftskapelle | ⊙        |               |       |
| Linde auf dem Krähenberg                                                               |      | 078-ND    | Binswangen auf dem Krähenberg | ⊙        |               |       |
| Zigeunereiche                                                                          |      | 004-ND    | Bissingen (Bayern), Gemarkung Buggenhofen östlich der letzten Häuser am Waldrand zum fürstlichen Forst | ⊙        |               |       |
| Linde am Guldenbuck                                                                    |      | 060-ND    | Bissingen (Bayern), Gemarkung Bissingen am Weg von Bissingen nach Buggenhofen am Guldenbuck,etwa 800 m nordöstlich Bissingen und 400 m westlich Buggenhofen, zuzüglich eines Umkreises von 10 m um den Baum                                                                        | ⊙        |               |       |
| Holzbirnbaum                                                                           |      | 042-ND    | Bissingen (Bayern), Gemarkung Gaishardt nördlich der DLG26 Richtung Oberliezheim, Saatgutspenderbaum, Krone und Stammspaltung bis dicht über Erdgleiche anlässlich des Orkans 'Lothar' am 26. Dezember 1999                                                                        | ⊙        |               |       |
| Hildegard-Eiche                                                                        | BW   | 146-ND    | Bissingen (Bayern), Gemarkung Warnhofen der Baum befindet sich 325 m westlich der Ortsverbindungsstraße von Warnhofen nach Oberliezheimm 50 m nördlich des Rennwegs, seit 2012 | ⊙        |               |       |
| 1 Alteiche                                                                             | BW   | 054-ND-kB | Bissingen (Bayern), Gemarkung Warnhofen Nördlich des Kömertshof, östlich DLG5 von Warnhofen nach Bissingen, am Osthang. Ursprünglich gehörte zum Naturdenkmal noch eine 2017 abgegangene Hainbuche.                                                                                | ⊙        |               |       |
| 2 Linden                                                                               | BW   | 070-ND    | Blindheim, Gemarkung Blindheim im Süden der Ortschaft am Südausgang, Donaustraße, etwa 20 m rechts der Donaustr. in Richtung Ried / alte Baggerseen | ⊙        |               |       |
| 4 Linden                                                                               | BW   | 070-ND    | Blindheim, Gemarkung Blindheim links der Riedstrasse in Richtung neue Donaubrücke, beim Kieswerk, Schutzzone 25 m um die Linde | ⊙        |               |       |
| 4 Linden                                                                               | BW   | 070-ND    | Blindheim, Gemarkung Blindheim im Norden Blindheims westlich der Bahnhofstraße, kurz vor Kreuzung Mühlstraße | ⊙        |               |       |
| 3 Linden                                                                               | BW   | 066-ND    | Blindheim, Gemarkung Wolpertstetten Am SW Ortseingang von Wolpertstetten plus unmittelbare Umgebung im Radius von 7 m. | ⊙        |               |       |
| 3 Linden                                                                               | BW   | 066-ND    | Blindheim, Gemarkung Wolpertstetten am südlichen Ortsausgang von Wolpertstetten Richtung Unterglauheim, plus unmittelbare Umgebung im Radius von 7 m. | ⊙        |               |       |
| Dorfeiche                                                                              |      | 141-ND    | Buttenwiesen, Gemarkung Illemad von Lauterbach kommend am rechten Ortseingang von Illemad | ⊙        |               |       |
| Alois-Gärtner-Eiche                                                                    |      | 147-ND    | Buttenwiesen, Gemarkung Lauterbach | ???      |               |       |
| 2 Lebensbäume                                                                          | BW   | 118-ND    | Dillingen an der Donau, Gemarkung Dillingen an der Stadthalle Dillingen, vor dem Pfarrzentrum an der Maria-Theresia-Haslmayr-Straße | ⊙        |               |       |
| Königsbuche                                                                            | BW   | 142-ND    | Finningen, Gemarkung Unterfinningen nordöstlich von Unterfinningen, oberhalb des Brunnenbachtälchens | ⊙        |               |       |
| Hiasl-Eiche                                                                            | BW   | 144-ND    | Haunsheim, Gemarkung Haunsheim an der westlichen Gemarkungsgrenze Haunsheim – Unterbechingen | ⊙        |               |       |
| 8 Linden, 2 Robinien                                                                   | BW   | 013-ND    | Holzheim (bei Dillingen an der Donau), Gemarkung Holzheim im Osten Holzheims an der Sebastianskapelle | ⊙        |               |       |
| Linde                                                                                  | BW   | 077-ND    | Laugna, Gemarkung Modelshausen am Friedhof vor dem Schuldhaus | ⊙        |               |       |
| 11 Linden                                                                              | BW   | 114-ND    | Laugna, Gemarkung Bocksberg östlich von Bocksberg am Buschelberg auf einer mittelalterlichen Burganlage, Bodendenkmal D-7-7430-0007, mittelalterliche und frühneuzeitliche Befunde im Bereich der Burgruine Bocksberg                                                              | ⊙        |               |       |
| Stieleiche                                                                             | BW   | 115-ND    | Lutzingen, Gemarkung Unterliezheim Stieleiche, bei der Unterliezheimer Mühle | ⊙        |               |       |
| Schwarzwalnussbaum                                                                     | BW   | 065-ND    | Medlingen, Gemarkung Untermedlingen am Lindenberg, zuzüglich Schutzzone 7 m um den Baum | ⊙        |               |       |
| Linden am Lindenberg                                                                   |      | 065-ND    | Medlingen, Gemarkung Untermedlingen am Lindenberg, am nördlichen Ortsrand, zuzüglich Schutzzone 7 m um die Baumgruppe | ⊙        |               |       |
| ’Bächinger Linde’-Volksmund-                                                           | BW   | 143-ND    | Medlingen, Gemarkung Obermedlingen an der Ortsverbindungsstraße zwischen Bächingen und Obermedlingen, nördlich von Bächingen. Kuriosum: Die Bezeichnung 'Bächinger Linde' entstammt dem Volksmund und wurde amtlich als solches belassen, gerade weil diese 'Linde' eine Ulme ist. | ⊙        |               |       |
| 2 Winterlinden                                                                         | BW   | 019-ND    | Schwenningen (Donau), Gemarkung Schwenningen im Westen von Schwenningen, nördlich der Straße Schwenningen-Blindheim, B16, mit Feldkreuz | ⊙        |               |       |
| 2 Linden                                                                               | BW   | 020-ND    | Schwenningen (Donau), Gemarkung Schwenningen im Süden von Schwenningen, westlich der Straße Schwenningen-Gremheim, mit Feldkreuz | ⊙        |               |       |
| Wassergraben                                                                           |      | 033-ND    | Schwenningen (Donau), Gemarkung Schwenningen am Schlössle – Wasserschloß Kalteneck, plus beidseitiges Ufer | ⊙        |               |       |
| 5 Linden                                                                               |      | 022-ND    | Syrgenstein, Gemarkung Staufen am südlichen Ortsrand von Staufen bei der Kirche St. Martin, sowie umgebendem Friedhof | ⊙        |               |       |
| Lindengruppe                                                                           |      | 023-ND    | Syrgenstein, Gemarkung Staufen nördlich des Kapellenwegs im Norden von Staufen, bei der Kapelle | ⊙        |               |       |
| 2 Kastanien                                                                            | BW   | 095-ND    | Wertingen, Gemarkung Wertingen am Schloß Wertingen, Schulstraße | ⊙        |               |       |
| 4 Linden, 1 Birke, 23 Kastanien, 2 Akazien                                             | BW   | 096-ND    | Wertingen, Gemarkung Wertingen Allee vom Spital bis zum Leichenhaus, mitgeschützt sind alle anderen Bäume und Sträucher, welche bei diesen Bäumen stehen | ⊙        |               |       |
| Bäume und Sträucher sowie Teile der Umfriedungsmauer, soweit diese alten Charakter hat |      | 129-ND    | Wertingen, Gemarkung Wertingen am jüdischen Friedhof zwischen Wertingen und Binswangen, beim Wertinger Schwimmbad | ⊙        |               |       |
| 2 Linden                                                                               | BW   | 122-ND    | Wertingen, Gemarkung Hohenreichen auf dem Kapellenberg | ⊙        |               |       |
| Linde                                                                                  | BW   | 106-ND    | Wertingen, Gemarkung Roggden im Garten der Schule Roggden | ⊙        |               |       |
| Bäume und Sträucher                                                                    | BW   | 126-ND    | Wertingen, Gemarkung Prettelshofen unterhalb der Schule Prettelshofen, am Hang zum Bliensbach hin | ⊙        |               |       |
| Eiche                                                                                  | BW   | 080-ND    | Zusamaltheim, Gemarkung Marzelstetten am Weg von Marzelstetten nach Bocksberg | ⊙        |               |       |
| Legende für Naturdenkmal                                                               |      |           | |          |               |       |

## Ehemalige Naturdenkmäler
| Name                                        | Bild | Kennung   | Einzelheiten | Position | Fläche Hektar | Datum |
| ------------------------------------------- | ---- | --------- | --- | -------- | ------------- | ----- |
| 2 Linden                                    | BW   | 001-ND    | Aislingen, Gemarkung Aislingen an der Aislinger am Friedhofseingang, 2 Linden zuzüglich einer Fläche mit 10 m Abstand um die Bäume herum, abgegangen vermutl. durch Flächenversiegelung                                                                              | ⊙        |               |       |
| 1 Winterlinde                               |      | 043-ND    | Bachhagel, Gemarkung Burghagel beim Gehöft Bachhageler Keller | ???      |               |       |
| 2 Winterlinden – 1 Winterlinde              | BW   | 045-ND    | Bachhagel, Gemarkung Bachhagel an der Ortsstraße ST1082, Verkehrsinsel, 1 Linde wurde entfernt | ⊙        |               |       |
| Grenzeiche                                  | BW   | 046-ND    | Bachhagel, Gemarkung Bachhagel an der Ortsverbindungsstraße Bachhagel-Hohenmemmingen mit Abstand 2,50 m zur Straße, an Grenze zwischen BY und BW auf Bachhageler Flur                                                                                                | ⊙        |               |       |
| Linde                                       |      | 082-ND    | Bachhagel, Gemarkung Burghagel an der Straßenseite des gräflich Pappenheim’schen Schloßgutes | ???      |               |       |
| Linde                                       |      | 005-ND    | Bachhagel, Gemarkung Burghagel am Sümpflesgraben östlich von Burghagel an der Antoniuskapelle | ???      |               |       |
| Buschel                                     | BW   | 031-ND    | Bachhagel, Gemarkung Oberbechingen frei stehender großteils bewaldeter Bergkegel., BD D-7-7328-0090 Siedlung und Ringwall aus Riesscholle vorgeschichtl. Zeitstellung, Keltenschanze                                                                                 | ⊙        |               |       |
| 1 Nussbaum                                  | BW   | 083-ND    | Wertingen, Gemarkung Binswangen im Garten der ehem.Schule neben der Kirche auf dem Platzdes ehem., Schlosses, Schloßberg/Schulstraße | ⊙        |               |       |
| 2 Föhrenbäume                               | BW   | 119-ND    | Wertingen, Gemarkung Binswangen 2 Föhrenbäume samt umgebendem Strauchwerk an der Straße ST2033 von Binswangen Richtung Aislingen, an der Abzweigung ST 2212 nach Dillingen, in der alten aufgelassenen Kiesgrube                                                     | ⊙        |               |       |
| 6 Linden                                    |      | 064-ND    | Bissingen (Bayern), Gemarkung Bissingen auf dem Lindenberg, zuzüglich unmittelbarer Umgebung von 10 m | ⊙        |               |       |
| 1 Buche                                     |      | 006-ND    | Bissingen (Bayern), Gemarkung Burgmagerbein östlich der ST2221 oberhalb des Steinbruchs, an der Grenze zur fürstlichen Waldabteilung "Hochholz’ | ⊙        |               |       |
| Felspartie                                  | BW   | 009-ND-kB | Bissingen (Bayern), Gemarkung Diemantstein im Südosten des Ortes einschließlich des Felssattels der Kirche | ⊙        |               |       |
| Baumgruppe                                  | BW   | 054-ND-LB | Bissingen (Bayern), Gemarkung Unterringingen 3 Eschen, 6 Altlärchen, 1 Altfichte, am Nordhang des Deisenberges,plus der gesamte Nordhang des Deisenberges, mit einer Schutzzone von 40 m Umkreis um die Baumgruppe                                                   | ⊙        |               |       |
| Dorfeiche                                   |      | ND-       | Buttenwiesen, Gemarkung Pfaffenhofen | ???      |               |       |
| Linde                                       | BW   | 024-ND    | Blindheim, Gemarkung Unterglauheim westlich von Unterglauheim an der DLG32, Abzweigung Weg entlang des Hüllengrabens | ⊙        |               |       |
| 3 Eichen                                    | BW   | 061-ND    | Blindheim, Gemarkung Unterglauheim Im Forstbezirk W, Abteilung VII 11oe, zuzüglich Schutzzone im Umkreis von 10 m, Eigentümer: Freistaat Bayern | ⊙        |               |       |
| 4 Linden                                    | BW   | 072-ND    | Blindheim, Gemarkung Unterglauheim an der DLG32 etwa 800 m nordwestlich von Unterglauheim Richtung Schwennenbach, etwa 80 m westlich von Weilheim, an der Kapelle | ⊙        |               |       |
| Föhre (nicht auffindbar)                    | BW   | 074-ND    | Buttenwiesen, Gemarkung Frauenstetten einige Meter außerhalb des östlichen Friedhofstores | ⊙        |               |       |
| 1 Linde, 8 Kastanien                        |      | 075-ND    | Buttenwiesen, Gemarkung Frauenstetten am Kirchenaufgang | ⊙        |               |       |
| Linde                                       |      | 087-ND    | Buttenwiesen, Gemarkung Lauterbach am Gemeindeweg nach Neuweiler | ???      |               |       |
| 3 Linden                                    | BW   | 084-ND    | Buttenwiesen, Gemarkung Oberthürheim am westlichen Ortsausgang von Oberhürheim an der Kapelle, mit Stand 2015 eine Linde abgegangen | ⊙        |               |       |
| Linde                                       | BW   | 076-ND    | Buttenwiesen, Gemarkung Pfaffenhofen im Süden von Pfaffenhofen, an der Ortsverbindungsstraße nach Unterthürheim | ⊙        |               |       |
| Linde                                       | BW   | 076-ND    | Buttenwiesen, Gemarkung Pfaffenhofen im Süden von Pfaffenhofen, an der Ortsverbindungsstraße nach Unterthürheim, neben dem Armenhaus, durch Straße und Parkplatz >75 % flächenversiegelter Wurzelraum                                                                | ⊙        |               |       |
| Linde                                       | BW   | 139-ND    | Buttenwiesen, Gemarkung Pfaffenhofen an der Schmiede Haus Nr. 6 in Pfaffenhofen | ⊙        |               |       |
| Linde                                       | BW   | 085-ND    | Buttenwiesen, Gemarkung Unterthürheim an der nördlichen Ecke des Friedhofes | ⊙        |               |       |
| 12 Kastanien                                | BW   | 127-ND    | Buttenwiesen, Gemarkung Unterthürheim auf dem Bierkeller der ehemaligen Brauerei Häusler | ⊙        |               |       |
| Linde                                       | BW   | 086-ND    | Buttenwiesen, Gemarkung Wortelstetten auf Verkehrsinsel gegenüber der Gastwirtschaft | ⊙        |               |       |
| 3 Linden                                    | BW   | 116-ND    | Dillingen an der Donau, Gemarkung Dillingen Restbestand der ehemaligen Großen Allee, nördlich B16alt gegenüber dem Taxispark | ⊙        |               |       |
| Lindenpaar                                  | BW   | 117-ND    | Dillingen an der Donau, Gemarkung Dillingen Ziegelstraße | ⊙        |               |       |
| 3 Lindenbäume                               | BW   | 071-ND    | Dillingen an der Donau, Gemarkung Donaualtheim an der ST2033 Marienstraße von Donaualtheim nach Schretzheim und Dillingen, Nähe Einmündung der Werner-von-Siemensstraße / Querung des Zwergbaches                                                                    | ⊙        |               |       |
| Linde                                       | BW   | 018-ND    | Dillingen an der Donau, Gemarkung Schretzheim an der Kreuzung B16 und Hauptstraße Schretzheim, am Bahnwärterhaus | ⊙        |               |       |
| 2 Winterlinden                              | BW   | 055-ND    | Dillingen an der Donau, Gemarkung Steinheim östlich Ortsausgang an B16 / Pfalz-Neuburg-Straße Richtung Höchstädt, nördliche Böschung, am Feldkreuz | ⊙        |               |       |
| Lindengruppe                                | BW   | 040-ND    | Finningen, Gemarkung Mörslingen ehem. Sommerkeller am nördlichen Ortsrand | ⊙        |               |       |
| Osterstein                                  | BW   | 041-ND    | Finningen, Gemarkung Unterfinningen Auswurfgestein des Ries-Impakt, östlich im Staatsforst ‚Ziegelhau’, BodendenkmalD-7-7329-0075, Hallzeitlicher Opferplatz, Siedlung der Linearbandkeramik, der Altheimer Kultur, der Bronze-, Urnenfelder- und frühen Latènezeit. | ⊙        |               |       |
| Große Linden                                | BW   | 011-ND    | Glött, Gemarkung Glött vor dem Fuggerschloß zu Glött | ⊙        |               |       |
| Herrgottseiche                              | BW   | 028-ND    | Gundelfingen an der Donau, Gemarkung Echenbrunn im Wald in der Abteilung Eberling, beim Pflanzgarten | ⊙        |               |       |
| Stieleiche                                  | BW   | 058-ND    | Haunsheim, Gemarkung Haunsheim Solitär im Pfannental, in Richtung Viehhof, bei der Klosterstatt an der SW-Ecke | ⊙        |               |       |
| 2 Linden am Pulverbach                      |      | 059-ND    | Höchstädt an der Donau, Gemarkung Höchstädt etwa 100 m unterhalb der Brücke der B16 über den Pulverbach | ???      |               |       |
| Kalkblock                                   |      | 012-ND    | Höchstädt an der Donau, Gemarkung Höchstädt in einem der Stadt gehörigen Kiesgrube südlich der Donau | ???      |               |       |
| Linde                                       |      | 088-ND    | Holzheim (bei Dillingen an der Donau), Gemarkung Ellerbach | ???      |               |       |
| 5 Linden                                    |      | 015-ND    | Laugna, Gemarkung Laugna Kirchenlinden, an der Pfarrkirche | ⊙        |               |       |
| Linde                                       |      | 089-ND    | Laugna, Gemarkung Laugna am Friedhof vor dem Schulhaus | ???      |               |       |
| Linde                                       | BW   | 090-ND    | Laugna, Gemarkung Osterbuch am Kriegerdenkmal | ⊙        |               |       |
| Winterlinde                                 | BW   | 0148-ND   | Lauingen, Gemarkung Lauingen freistehend in der südlichen Donauvorstadt ‚An der Schießstätte’, nahe dem Werkhaus | ⊙        |               |       |
| Baumgruppe am Bildstock                     | BW   | 053-ND    | Lauingen, Gemarkung Lauingen in der Donauvorstadt östlich der Leonardikirche, Leonardiweg, einschließlich Bildstock und einer Schutzzone mit Umkreis 10 m | ⊙        |               |       |
| Reihe mit 5 Ulmen                           | BW   | 148-ND    | Lauingen, Gemarkung Lauingen Ulmenreihe südwestlich des Bahnhofsareals in Lauingen | ⊙        |               |       |
| 2 Linden                                    | BW   | 069-ND    | Lauingen, Gemarkung Frauenriedhausen etwa 1 km südlich an der Straße von Frauenriedhausen nach Lauingen | ⊙        |               |       |
| 1 Linde                                     | BW   | 069-ND    | Lauingen, Gemarkung Frauenriedhausen etwa 1,3 km nördlich Frauenriedhausen bei der Marienkapelle auf der Anhöhe des Schwäbischen Jura | ⊙        |               |       |
| Hohlweg                                     |      | 035-ND-LB | Medlingen, Gemarkung Untermedlingen am nördlichen Ortsausgang am Lindenberg, Triebweg nach Sachsenhausen | ⊙        |               |       |
| Felskopf mit altem Turm                     | BW   | 002-ND-LB | Syrgenstein, Gemarkung Altenberg nordwestlich von Altenberg | ⊙        |               |       |
| 7 Stieleichen                               |      | 073-ND    | Villenbach, Gemarkung Riedsend im Nordwesten von Staufen an der Talstraße, im Tal bei einem Steinbruch | ???      |               |       |
| 2 Birken, 2 Pappeln, 7 Linden, 11 Kastanien | BW   | 067-ND    | Wertingen, Gemarkung Wertingen 2 Birken, 2 Linden, 4 Kastanien, auf dem Kochkeller in Wertingen, | ⊙        |               |       |
| 9 Linden, 6 Kastanien                       | BW   | 010-ND    | Wertingen, Gemarkung Wertingen Am „Schloßberg“ um die alte Schloßkirche plus sämtliche andere Bäume und Sträucher, welche bei den geschützten Bäumen stehen. | ⊙        |               |       |
| 9 Linden, 6 Kastanien Standort 1            | BW   | ND-       | Wertingen, Gemarkung Hohenreichen an 2 Standorten: 8 Linden, 6 Kastanien, 1 Weissahoen, 1 Ulme. Auf dem Schlossberg von Hohenreichen südlich der Kapelle St. Georg und südlich Ende Wangerbergweg                                                                    | ⊙        |               |       |
| Juragriesfelsen                             | BW   | 036-ND    | Ziertheim, Gemarkung Ziertheim südöstlich des Ortes, östlich ST2033 | ⊙        |               |       |
| 5 Winterlinden                              | BW   | 063-ND    | Ziertheim, Gemarkung Dattenhausen bei der Kapelle am Galgenberg, an der ST2033 | ⊙        |               |       |
| 2 Linden                                    | BW   | 007-ND    | Ziertheim, Gemarkung Dattenhausen am Friedhof im Südwesten des Ortes, zuzüglich einer Hecke mit großer Eiche an der Nordseite des Friedhofes, Baumgruppe von 6 Linden                                                                                                | ⊙        |               |       |
| Rotbuche                                    | BW   | 068-ND    | Ziertheim, Gemarkung Reistingen etwa 500 m westlich des Ortes, mit Eisenkreuz und Sitzbank, Schutzzone 7 Radius m um den Baum | ⊙        |               |       |
| Ahorn                                       | BW   | 068-ND    | Ziertheim, Gemarkung Reistingen etwa 600 m südlich des Ortes, mit Steinkreuz, Schutzzone 7 Radius m um den Baum | ⊙        |               |       |
| Lindengruppe                                | BW   | 026-ND    | Zöschingen, Gemarkung Zöschingen im Nordosten des Ortes, bei der Kapelle Steinbrunn | ⊙        |               |       |
| 2 nackte Felskegel                          | BW   | 027-ND    | Zöschingen, Gemarkung Zöschingen im Nordosten des Ortes, auf dem Scheißberg | ⊙        |               |       |
| Zigeunerfelsen                              | BW   | 037-ND    | Zöschingen, Gemarkung Zöschingen 600 m nördlich des Ortes, im Staatswald Abt. ‚Ghag’- geschütztes Geotop Nr. 773R001 | ⊙        |               |       |
| Riesscholle                                 | BW   | 038-ND    | Zöschingen, Gemarkung Zöschingen nordöstlich der Gemeinde, am Ortsrand auf der Schafweide, zuzüglich einer in der Nähe stehenden Eiche | ⊙        |               |       |
| Legende für Naturdenkmal                    |      |           | |          |               |       |

- LB Geschützter Landschaftsbestandteil
- kB im Zusammenhang mit einem kartierten Biotop
- LSG liegt in einem Landschaftsschutzgebiet
- NSG liegt in einem Naturschutzgebiet
- kursiv betrifft abgegangene Naturdenkmale oder Teile hiervon